# New Firm (Schottland)

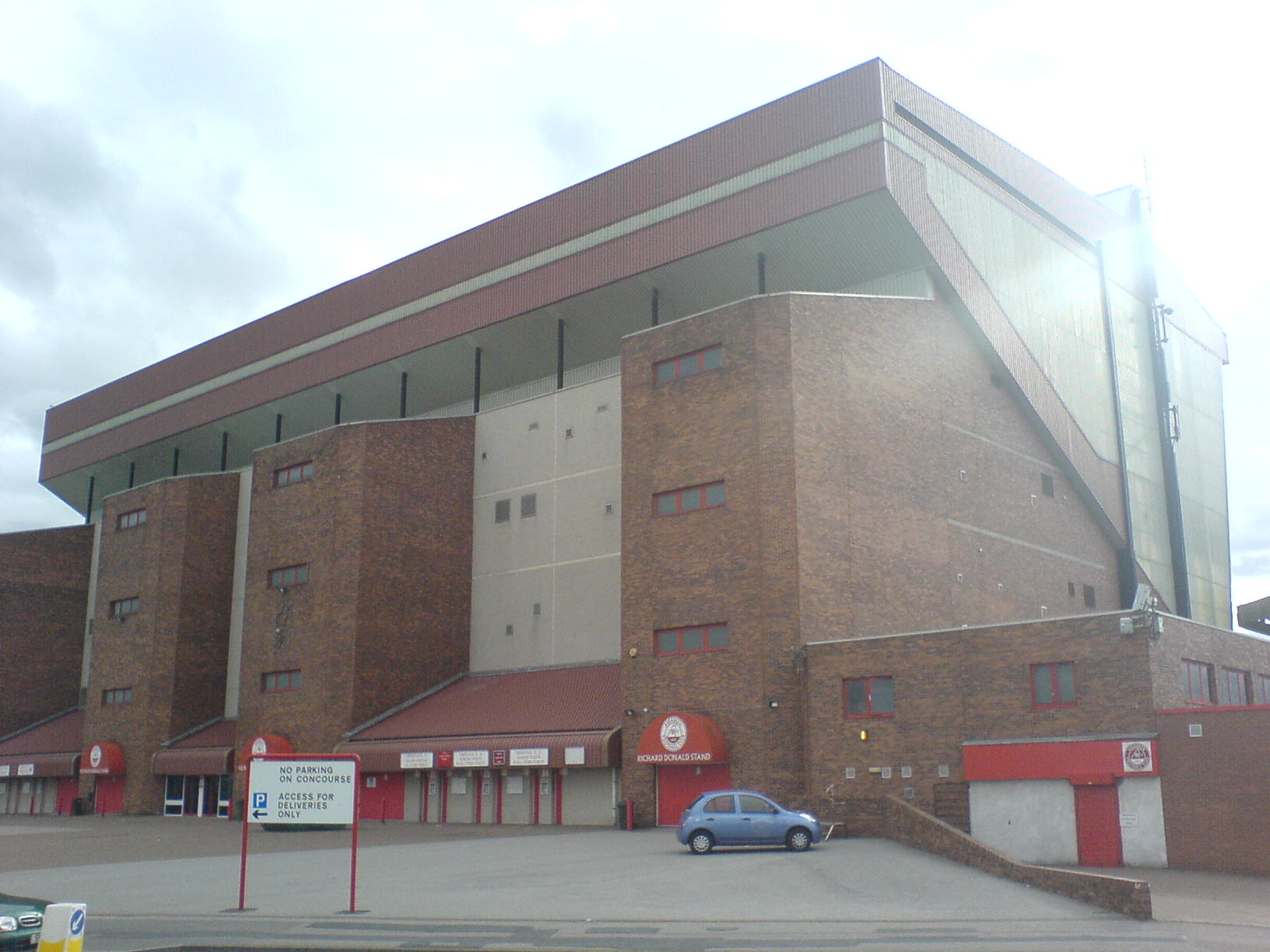
Der FC Aberdeen empfängt seine Gegner im 1899 eingeweihten Pittodrie Stadium.

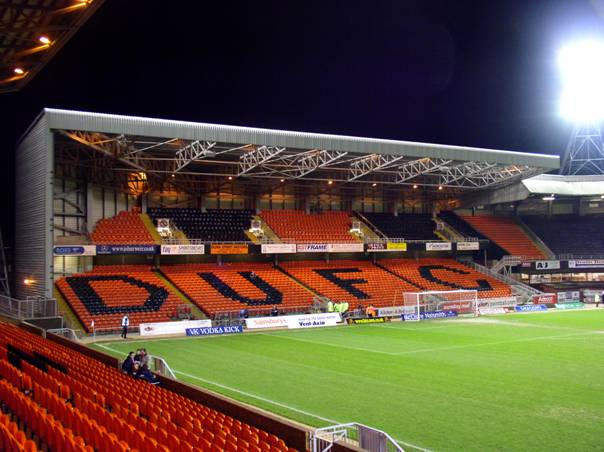
Der 1882 eröffnete Tannadice Park ist die Heimat von Dundee United.

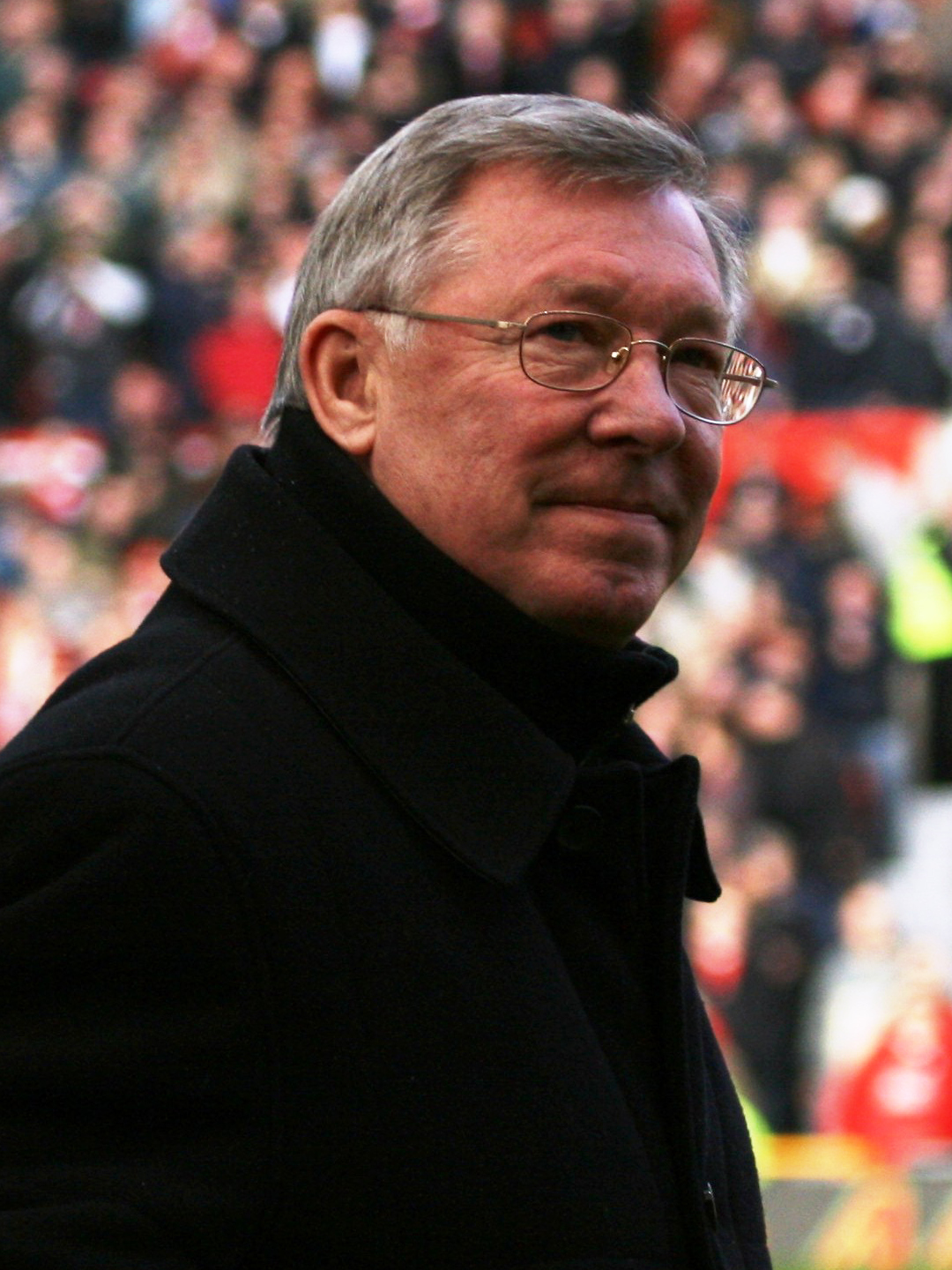
Alex Ferguson hatte großen Anteil an den Erfolgen vom FC Aberdeen in den 1980er Jahren.

The New Firm (deutsch Das neue Beständige) heißen die Derbys zwischen den schottischen Fußballvereinen FC Aberdeen (auch als The Dons, The Reds und The Dandies bekannt) aus Aberdeen im Nordosten und Dundee United (auch als The Tangerines und The Terrors bekannt) aus dem rund 70 Meilen, etwa 112 Kilometer, südlicher gelegenen Dundee. Aberdeen und Dundee sind nach Glasgow und Edinburgh die dritt- bzw. viertgrößte Stadt des Landes. Der Bezeichnung New Firm entstand in den Anfängen der 1980er Jahre, als die beiden Vereine ihre erfolgreichste Zeit hatten und Zeitungen den Begriff prägten. Der Name New Firm ist eine Ableitung des traditionsreichen Old Firm (deutsch Das alte Beständige) zwischen den erfolgreichsten schottischen Fußballclubs Glasgow Rangers und Celtic Glasgow.
In Dänemark gibt es seit 1992 ein weiteres Derby unter der Bezeichnung New Firm. Dort stehen sich die Teams vom FC Kopenhagen und Brøndby IF gegenüber.

## Geschichte
Der FC Aberdeen entstand 1903 durch die Zusammenlegung der Clubs Aberdeen, Victoria United und Orion. Nach dem Einstieg in die Scottish Second Division 1904/05 stieg man nach einem Jahr in die damals höchste Spielklasse Scottish First Division auf und ist seitdem ununterbrochen erstklassig. Die Wurzeln von Dundee United gehen bis in das Jahr 1909 zurück. Dort wurden am 24. Mai des Jahres von der irischen Einwanderergemeinde die Dundee Hibernian nach Vorbild von Hibernian Edinburgh gegründet. In finanziellen Schwierigkeiten griffen 1923 Geschäftsleute aus der Stadt dem Club unter die Arme. Um den Verein für ein breiteres Publikum zu öffnen, benannte man sich in Dundee United um.
Der Beginn des New Firm läutete das Finale im Scottish League Cup 1979/80 ein. Die Dons und die Terrors standen sich am 8. Dezember 1979 im Hampden Park gegenüber. Auf dem Weg in das Endspiel schaltete Aberdeen sowohl die Glasgow Rangers als auch Celtic Glasgow aus. Die Finalpartie endete mit einem torlosen 0:0-Unentschieden und so traf man sich vier Tage später zum Wiederholungsspiel im Dens Park des FC Dundee wieder. Mit zwei Treffern von Willie Pettigrew und einem Tor durch Paul Sturrock entschieden die Tangerines aus Dundee das Finale mit 3:0 für sich. Ein Jahr später gelang dem D.U.F.C. im Dens Park gegen Stadtrivale FC Dundee die Titelverteidigung. Dabei kam es zuvor im Viertelfinale zum Aufeinandertreffen der Konkurrenten. Dundee zog nach 0:0 und 1:0 in Hin- und Rückspiel in das Halbfinale ein. Im dritten Finale hintereinander (1981/82) unterlag man den Rangers mit 1:2 Toren, nachdem man den FC Aberdeen im Halbfinale ausschaltete.
Der FC Aberdeen konnte sich dafür die schottische Meisterschaft 1980 gegen die übermächtige Konkurrenz aus Glasgow mit den Rangers und den Celtic sichern. Aberdeen war nach dem FC Kilmarnock 1965 die erste Mannschaft, die die Reihe der Serienmeister aus Glasgow durchbrachen. In den Jahren 1982, 1983, 1984 folgten drei Gewinne des Scottish FA Cup, dort beendeten die Dandies nach 12 Jahren die Vorherrschaft der Glasgower Clubs. 1970 war Aberdeen selbst das letzte Team gewesen, das die Siegesserie der Celtic und Rangers durchkreuzt hatte. Auch die Meistertitel 1984 und 1985 gingen jeweils mit sieben Punkten Vorsprung auf Celtic Glasgow nach Aberdeen. Größter Erfolg der Dons war der Gewinn des Europapokals der Pokalsieger 1982/83. Im Finale im Göteborger Ullevi rangen sie als Außenseiter Real Madrid unter Trainer Alfredo Di Stéfano mit 2:1 nach Verlängerung nieder. Aberdeen ist nach Celtic Glasgow (1967) und Glasgow Rangers (1972) der dritte schottische Gewinner eines Europapokals. Obendrein gingen die Dandies als Sieger des UEFA Super Cup 1983 gegen den Hamburger SV, 0:0 und 2:0, hervor. Als Titelverteidiger wurden sie in der Folgesaison im Europapokal 1983/84 auf dem Weg ins Endspiel vom FC Porto im Halbfinale abgefangen. Eng verbunden mit den Erfolgen der Reds ist die Trainerlegende Alex Ferguson, der von 1978 bis 1986 für den FC Aberdeen verantwortlich war, bevor er auf dem Trainerstuhl von Manchester United Platz nahm.
Im Jahr 1925 fand die erste Ligapartie zwischen den Clubs statt. Nach vier Erstligaspielzeiten zwischen 1925/26 und 1931/32 musste Dundee United nach einem 19. Platz aus dem schottischen Fußballoberhaus abstiegen. Eine Derbypause, nur von einem Viertelfinale im Scottish FA Cup 1951/52 unterbrochen, die fast dreißig Jahre andauern sollte. Erst zur Saison 1960/61 kehrte man zurück und die Konkurrenten begegneten sich wieder auf Ligaebene. Jim McLean übernahm 1971 das Traineramt der Arabs und sollte es bis 1993 behalten. 1983 feierte Dundee United seinen ersten Meistertitel. Zuvor war man 1980 und 1981 im Scottish League Cup erfolgreich. Sportlicher Höhepunkt der Terrors war das Erreichen des Finales im UEFA-Pokal 1986/87, dass man nach Hin- und Rückspiel (0:1 und 1:1) gegen die Schweden des IFK Göteborg verlor.
Zum Ende der 1980er Jahre rückte Aberdeen wie auch Dundee United wieder ins zweite Glied hinter den Glasgower Clubs zurück. Mit vorderen Plätzen qualifizierte man sich für den UEFA-Pokal, aber ein Meistertitel sprang dabei nicht mehr heraus. Insgesamt konnten beide Teams bis heute noch drei Pokalsiege (Aberdeen 1990 und Dundee 1994, 2010) einfahren. In der Ligaspielzeit 1994/95 lief es für beide Teams sehr schlecht, denn die Reds und die Tangerines kämpften gemeinsam gegen den Abstieg. Am Ende verhinderte der FC Aberdeen mit dem vorletzten Tabellenplatz den ersten Abstieg aus Schottlands höchster Spielklasse. Dundee United musste hingegen den Weg in die First Division antreten. Es wurde aber eine kurze Stippvisite, zur Saison 1996/97 meldete man sich mit einem dritten Platz und der Qualifikation für den UEFA-Pokal 1997/98 zurück. Im Jahr 2000 landete die Elf aus Aberdeen auf dem letzten Platz. Die Zweitklassigkeit verhinderte nur die Aufstockung der Scottish Premier League von 10 auf 12 Vereine. In den weiteren Jahren bis heute waren Aberdeen und Dundee abwechselnd zwischen den Plätzen für das internationale Geschäft und der Abstiegszone angesiedelt.

## Statistik
Insgesamt trafen Dundee United und der FC Aberdeen 248 Mal in Meisterschaft, Pokal und Ligapokal aufeinander. Nicht berücksichtigt sind inoffizielle Partien wie Freundschaftsspiele oder andere Pokalwettbewerbe.
| Stand: 17. Mai 2025 | FC Aberdeen | - | Dundee United |

| Anlass | Spiele | Siege | Remis | Siege | Tordifferenz |
| --- | ------ | ----- | ----- | ----- | ------------ |
| Scottish Football League Division One Scottish Football League Premier Division Scottish Premier League Scottish Premiership | 201    | 80    | 57    | 64    | 284:247      |
| Scottish FA Cup | 28     | 12    | 9     | 7     | 40:26        |
| Scottish League Cup | 25     | 9     | 5     | 11    | 32:42        |
| Gesamt | 254    | 101   | 71    | 82    | 356:315      |

## Listen der Spiele

### Spiele im Ligabetrieb
Die Spiele ohne Datum sind durchnummeriert, da eine genaue Reihenfolge innerhalb der Saison nicht bekannt ist.
| Nr.  | Datum         | Saison                            | Heim          | Gast          | Ergebnis  |
| ---- | ------------- | --------------------------------- | ------------- | ------------- | --------- |
| 01.  | 14. Nov. 1925 | Scottish Division One 1925/26     | Dundee United | FC Aberdeen   | 2:0       |
| 02.  | 3. Apr. 1926  | Scottish Division One 1925/26     | FC Aberdeen   | Dundee United | 1:0       |
| 03.  | 13. Nov. 1926 | Scottish Division One 1926/27     | Dundee United | FC Aberdeen   | 2:2       |
| 04.  | 26. März 1927 | Scottish Division One 1926/27     | FC Aberdeen   | Dundee United | 2:2       |
| 05.  | 23. Nov. 1929 | Scottish Division One 1929/30     | Dundee United | FC Aberdeen   | 2:4       |
| 06.  | 29. März 1930 | Scottish Division One 1929/30     | FC Aberdeen   | Dundee United | 2:2       |
| 07.  |               | Scottish Division One 1931/32     | Dundee United | FC Aberdeen   | 0:4       |
| 08.  |               | Scottish Division One 1931/32     | FC Aberdeen   | Dundee United | 5:2       |
| 09.  |               | Scottish Division One 1960/61     | FC Aberdeen   | Dundee United | 1:3       |
| 010. |               | Scottish Division One 1960/61     | Dundee United | FC Aberdeen   | 3:3       |
| 011. |               | Scottish Division One 1961/62     | Dundee United | FC Aberdeen   | 2:2       |
| 012. |               | Scottish Division One 1961/62     | FC Aberdeen   | Dundee United | 1:3       |
| 013. |               | Scottish Division One 1962/63     | Dundee United | FC Aberdeen   | 3:3       |
| 014. |               | Scottish Division One 1962/63     | FC Aberdeen   | Dundee United | 1:2       |
| 015. |               | Scottish Division One 1963/64     | FC Aberdeen   | Dundee United | 0:0       |
| 016. |               | Scottish Division One 1963/64     | Dundee United | FC Aberdeen   | 1:2       |
| 017. |               | Scottish Division One 1964/65     | Dundee United | FC Aberdeen   | 0:3       |
| 018. |               | Scottish Division One 1964/65     | FC Aberdeen   | Dundee United | 1:0       |
| 019. |               | Scottish Division One 1965/66     | Dundee United | FC Aberdeen   | 3:0       |
| 020. |               | Scottish Division One 1965/66     | FC Aberdeen   | Dundee United | 0:0       |
| 021. |               | Scottish Division One 1966/67     | FC Aberdeen   | Dundee United | 0:1       |
| 022. |               | Scottish Division One 1966/67     | Dundee United | FC Aberdeen   | 1:3       |
| 023. |               | Scottish Division One 1967/68     | Dundee United | FC Aberdeen   | 2:3       |
| 024. |               | Scottish Division One 1967/68     | FC Aberdeen   | Dundee United | 6:0       |
| 025. |               | Scottish Division One 1968/69     | FC Aberdeen   | Dundee United | 0:1       |
| 026. |               | Scottish Division One 1968/69     | Dundee United | FC Aberdeen   | 1:4       |
| 027. |               | Scottish Division One 1969/70     | FC Aberdeen   | Dundee United | 0:0       |
| 028. |               | Scottish Division One 1969/70     | Dundee United | FC Aberdeen   | 2:0       |
| 029. |               | Scottish Division One 1970/71     | Dundee United | FC Aberdeen   | 0:2       |
| 030. |               | Scottish Division One 1970/71     | FC Aberdeen   | Dundee United | 4:0       |
| 031. |               | Scottish Division One 1971/72     | FC Aberdeen   | Dundee United | 3:0       |
| 032. |               | Scottish Division One 1971/72     | Dundee United | FC Aberdeen   | 2:0       |
| 033. |               | Scottish Division One 1972/73     | FC Aberdeen   | Dundee United | 0:0       |
| 034. |               | Scottish Division One 1972/73     | Dundee United | FC Aberdeen   | 3:2       |
| 035. |               | Scottish Division One 1973/74     | FC Aberdeen   | Dundee United | 3:1       |
| 036. |               | Scottish Division One 1973/74     | Dundee United | FC Aberdeen   | 0:3       |
| 037. |               | Scottish Division One 1974/75     | FC Aberdeen   | Dundee United | 2:0       |
| 038. |               | Scottish Division One 1974/75     | Dundee United | FC Aberdeen   | 4:0       |
| 039. | 13. Sep. 1975 | Scottish Premier Division 1975/76 | FC Aberdeen   | Dundee United | 1:3       |
| 040. | 15. Nov. 1975 | Scottish Premier Division 1975/76 | Dundee United | FC Aberdeen   | 1:2       |
| 041. | 10. Jan. 1976 | Scottish Premier Division 1975/76 | FC Aberdeen   | Dundee United | 5:3       |
| 042. | 27. März 1976 | Scottish Premier Division 1975/76 | Dundee United | FC Aberdeen   | 1:0       |
| 043. |               | Scottish Premier Division 1976/77 | FC Aberdeen   | Dundee United | 3:2       |
| 044. |               | Scottish Premier Division 1976/77 | Dundee United | FC Aberdeen   | 3:2       |
| 045. |               | Scottish Premier Division 1976/77 | FC Aberdeen   | Dundee United | 0:1       |
| 046. |               | Scottish Premier Division 1976/77 | Dundee United | FC Aberdeen   | 2:3       |
| 047. |               | Scottish Premier Division 1977/78 | FC Aberdeen   | Dundee United | 1:0       |
| 048. |               | Scottish Premier Division 1977/78 | FC Aberdeen   | Dundee United | 0:0       |
| 049. |               | Scottish Premier Division 1977/78 | Dundee United | FC Aberdeen   | 0:0       |
| 050. |               | Scottish Premier Division 1977/78 | Dundee United | FC Aberdeen   | 0:1       |
| 051. |               | Scottish Premier Division 1978/79 | Dundee United | FC Aberdeen   | 2:2       |
| 052. |               | Scottish Premier Division 1978/79 | FC Aberdeen   | Dundee United | 1:0       |
| 053. |               | Scottish Premier Division 1978/79 | Dundee United | FC Aberdeen   | 1:1       |
| 054. |               | Scottish Premier Division 1978/79 | FC Aberdeen   | Dundee United | 0:2       |
| 055. |               | Scottish Premier Division 1979/80 | Dundee United | FC Aberdeen   | 1:3       |
| 056. |               | Scottish Premier Division 1979/80 | FC Aberdeen   | Dundee United | 0:3       |
| 057. |               | Scottish Premier Division 1979/80 | Dundee United | FC Aberdeen   | 1:1       |
| 058. |               | Scottish Premier Division 1979/80 | FC Aberdeen   | Dundee United | 2:1       |
| 059. |               | Scottish Premier Division 1980/81 | FC Aberdeen   | Dundee United | 1:1       |
| 060. |               | Scottish Premier Division 1980/81 | Dundee United | FC Aberdeen   | 0:0       |
| 061. |               | Scottish Premier Division 1980/81 | Dundee United | FC Aberdeen   | 1:3       |
| 062. |               | Scottish Premier Division 1980/81 | FC Aberdeen   | Dundee United | 1:1       |
| 063. |               | Scottish Premier Division 1981/82 | Dundee United | FC Aberdeen   | 1:2       |
| 064. |               | Scottish Premier Division 1981/82 | Dundee United | FC Aberdeen   | 4:1       |
| 065. |               | Scottish Premier Division 1981/82 | FC Aberdeen   | Dundee United | 1:1       |
| 066. |               | Scottish Premier Division 1981/82 | FC Aberdeen   | Dundee United | 2:1       |
| 067. |               | Scottish Premier Division 1982/83 | FC Aberdeen   | Dundee United | 5:1       |
| 068. |               | Scottish Premier Division 1982/83 | Dundee United | FC Aberdeen   | 2:0       |
| 069. |               | Scottish Premier Division 1982/83 | FC Aberdeen   | Dundee United | 1:2       |
| 070. |               | Scottish Premier Division 1982/83 | Dundee United | FC Aberdeen   | 0:3       |
| 071. |               | Scottish Premier Division 1983/84 | Dundee United | FC Aberdeen   | 0:2       |
| 072. |               | Scottish Premier Division 1983/84 | FC Aberdeen   | Dundee United | 5:1       |
| 073. |               | Scottish Premier Division 1983/84 | Dundee United | FC Aberdeen   | 0:0       |
| 074. |               | Scottish Premier Division 1983/84 | FC Aberdeen   | Dundee United | 0:1       |
| 075. |               | Scottish Premier Division 1984/85 | Dundee United | FC Aberdeen   | 2:1       |
| 076. |               | Scottish Premier Division 1984/85 | FC Aberdeen   | Dundee United | 0:1       |
| 077. |               | Scottish Premier Division 1984/85 | Dundee United | FC Aberdeen   | 0:2       |
| 078. |               | Scottish Premier Division 1984/85 | FC Aberdeen   | Dundee United | 4:2       |
| 079. |               | Scottish Premier Division 1985/86 | FC Aberdeen   | Dundee United | 0:1       |
| 080. |               | Scottish Premier Division 1985/86 | Dundee United | FC Aberdeen   | 1:1       |
| 081. |               | Scottish Premier Division 1985/86 | FC Aberdeen   | Dundee United | 3:2       |
| 082. |               | Scottish Premier Division 1985/86 | Dundee United | FC Aberdeen   | 2:1       |
| 083. |               | Scottish Premier Division 1986/87 | Dundee United | FC Aberdeen   | 2:1       |
| 084. |               | Scottish Premier Division 1986/87 | Dundee United | FC Aberdeen   | 0:0       |
| 085. |               | Scottish Premier Division 1986/87 | FC Aberdeen   | Dundee United | 2:0       |
| 086. |               | Scottish Premier Division 1986/87 | FC Aberdeen   | Dundee United | 0:1       |
| 087. |               | Scottish Premier Division 1987/88 | Dundee United | FC Aberdeen   | 0:2       |
| 088. |               | Scottish Premier Division 1987/88 | FC Aberdeen   | Dundee United | 1:1       |
| 089. |               | Scottish Premier Division 1987/88 | Dundee United | FC Aberdeen   | 0:0       |
| 090. |               | Scottish Premier Division 1987/88 | FC Aberdeen   | Dundee United | 0:0       |
| 091. |               | Scottish Premier Division 1988/89 | FC Aberdeen   | Dundee United | 1:0       |
| 092. |               | Scottish Premier Division 1988/89 | Dundee United | FC Aberdeen   | 1:1       |
| 093. |               | Scottish Premier Division 1988/89 | Dundee United | FC Aberdeen   | 2:2       |
| 094. |               | Scottish Premier Division 1988/89 | FC Aberdeen   | Dundee United | 1:1       |
| 095. |               | Scottish Premier Division 1989/90 | Dundee United | FC Aberdeen   | 1:1       |
| 096. |               | Scottish Premier Division 1989/90 | FC Aberdeen   | Dundee United | 1:0       |
| 097. |               | Scottish Premier Division 1989/90 | Dundee United | FC Aberdeen   | 2:0       |
| 098. |               | Scottish Premier Division 1989/90 | FC Aberdeen   | Dundee United | 2:0       |
| 099. |               | Scottish Premier Division 1990/91 | FC Aberdeen   | Dundee United | 0:1       |
| 100. |               | Scottish Premier Division 1990/91 | Dundee United | FC Aberdeen   | 2:3       |
| 101. |               | Scottish Premier Division 1990/91 | Dundee United | FC Aberdeen   | 1:2       |
| 102. |               | Scottish Premier Division 1990/91 | FC Aberdeen   | Dundee United | 1:1       |
| 103. |               | Scottish Premier Division 1991/92 | FC Aberdeen   | Dundee United | 0:2       |
| 104. |               | Scottish Premier Division 1991/92 | FC Aberdeen   | Dundee United | 0:1       |
| 105. |               | Scottish Premier Division 1991/92 | Dundee United | FC Aberdeen   | 4:0       |
| 106. |               | Scottish Premier Division 1991/92 | Dundee United | FC Aberdeen   | 0:0       |
| 107. |               | Scottish Premier Division 1992/93 | FC Aberdeen   | Dundee United | 0:1       |
| 108. |               | Scottish Premier Division 1992/93 | FC Aberdeen   | Dundee United | 0:0       |
| 109. |               | Scottish Premier Division 1992/93 | Dundee United | FC Aberdeen   | 1:4       |
| 110. |               | Scottish Premier Division 1992/93 | Dundee United | FC Aberdeen   | 2:2       |
| 111. |               | Scottish Premier Division 1993/94 | Dundee United | FC Aberdeen   | 0:1       |
| 112. |               | Scottish Premier Division 1993/94 | Dundee United | FC Aberdeen   | 1:1       |
| 113. |               | Scottish Premier Division 1993/94 | FC Aberdeen   | Dundee United | 2:0       |
| 114. |               | Scottish Premier Division 1993/94 | FC Aberdeen   | Dundee United | 1:0       |
| 115. | 27. Aug. 1994 | Scottish Premier Division 1994/95 | Dundee United | FC Aberdeen   | 2:1       |
| 116. | 29. Okt. 1994 | Scottish Premier Division 1994/95 | FC Aberdeen   | Dundee United | 3:0       |
| 117. | 2. Jan. 1995  | Scottish Premier Division 1994/95 | Dundee United | FC Aberdeen   | 0:0       |
| 118. | 6. Mai 1995   | Scottish Premier Division 1994/95 | FC Aberdeen   | Dundee United | 2:1       |
| 119. | 28. Sep. 1996 | Scottish Premier Division 1996/97 | Dundee United | FC Aberdeen   | 1:1 (0:0) |
| 120. | 16. Nov. 1996 | Scottish Premier Division 1996/97 | FC Aberdeen   | Dundee United | 3:3 (1:1) |
| 121. | 1. Jan. 1997  | Scottish Premier Division 1996/97 | Dundee United | FC Aberdeen   | 4:0 (1:0) |
| 122. | 15. März 1997 | Scottish Premier Division 1996/97 | FC Aberdeen   | Dundee United | 1:1 (1:0) |
| 123. | 30. Aug. 1997 | Scottish Premier Division 1997/98 | FC Aberdeen   | Dundee United | 1:1 (1:1) |
| 124. | 9. Nov. 1997  | Scottish Premier Division 1997/98 | Dundee United | FC Aberdeen   | 5:0 (3:0) |
| 125. | 3. Jan. 1998  | Scottish Premier Division 1997/98 | FC Aberdeen   | Dundee United | 1:0 (1:0) |
| 126. | 11. Apr. 1998 | Scottish Premier Division 1997/98 | Dundee United | FC Aberdeen   | 0:0       |
| 127. | 4. Okt. 1998  | Scottish Premier League 1998/99   | Dundee United | FC Aberdeen   | 1:0 (1:0) |
| 128. | 28. Nov. 1998 | Scottish Premier League 1998/99   | FC Aberdeen   | Dundee United | 0:3 (0:1) |
| 129. | 20. Feb. 1999 | Scottish Premier League 1998/99   | Dundee United | FC Aberdeen   | 3:0 (1:0) |
| 130. | 17. Apr. 1999 | Scottish Premier League 1998/99   | FC Aberdeen   | Dundee United | 0:4 (0:1) |
| 131. | 18. Sep. 1999 | Scottish Premier League 1999/2000 | FC Aberdeen   | Dundee United | 1:2 (0:1) |
| 132. | 6. Nov. 1999  | Scottish Premier League 1999/2000 | Dundee United | FC Aberdeen   | 3:1 (0:0) |
| 133. | 27. Dez. 1999 | Scottish Premier League 1999/2000 | FC Aberdeen   | Dundee United | 3:1 (1:1) |
| 134. | 25. März 2000 | Scottish Premier League 1999/2000 | Dundee United | FC Aberdeen   | 1:1 (1:1) |
| 135. | 23. Sep. 2000 | Scottish Premier League 2000/01   | Dundee United | FC Aberdeen   | 3:5 (0:3) |
| 136. | 17. März 2001 | Scottish Premier League 2000/01   | Dundee United | FC Aberdeen   | 1:1 (1:1) |
| 137. | 4. Apr. 2001  | Scottish Premier League 2000/01   | FC Aberdeen   | Dundee United | 4:1 (3:1) |
| 138. | 20. Mai 2001  | Scottish Premier League 2000/01   | FC Aberdeen   | Dundee United | 1:2 (0:2) |
| 139. | 15. Sep. 2001 | Scottish Premier League 2001/02   | FC Aberdeen   | Dundee United | 2:1 (0:0) |
| 140. | 15. Dez. 2001 | Scottish Premier League 2001/02   | Dundee United | FC Aberdeen   | 1:1 (1:0) |
| 141. | 16. Feb. 2002 | Scottish Premier League 2001/02   | FC Aberdeen   | Dundee United | 4:0 (2:0) |
| 142. | 11. Sep. 2002 | Scottish Premier League 2002/03   | FC Aberdeen   | Dundee United | 1:2 (1:2) |
| 143. | 30. Nov. 2002 | Scottish Premier League 2002/03   | Dundee United | FC Aberdeen   | 1:1 (1:1) |
| 144. | 16. Feb. 2003 | Scottish Premier League 2002/03   | FC Aberdeen   | Dundee United | 3:0 (1:0) |
| 145. | 24. Feb. 2003 | Scottish Premier League 2002/03   | Dundee United | FC Aberdeen   | 0:2 (0:0) |
| 146. | 18. Okt. 2003 | Scottish Premier League 2003/04   | FC Aberdeen   | Dundee United | 0:1 (0:1) |
| 147. | 17. Jan. 2004 | Scottish Premier League 2003/04   | Dundee United | FC Aberdeen   | 3:2 (1:0) |
| 148. | 3. Apr. 2004  | Scottish Premier League 2003/04   | FC Aberdeen   | Dundee United | 3:0 (3:0) |
| 149. | 11. Sep. 2004 | Scottish Premier League 2004/05   | Dundee United | FC Aberdeen   | 1:1 (0:1) |
| 150. | 27. Nov. 2004 | Scottish Premier League 2004/05   | FC Aberdeen   | Dundee United | 1:0 (1:0) |
| 151. | 2. März 2005  | Scottish Premier League 2004/05   | Dundee United | FC Aberdeen   | 1:2 (0:2) |
| 152. | 30. Juli 2005 | Scottish Premier League 2005/06   | Dundee United | FC Aberdeen   | 1:1 (1:0) |
| 153. | 25. Okt. 2005 | Scottish Premier League 2005/06   | FC Aberdeen   | Dundee United | 2:0 (2:0) |
| 154. | 21. Jan. 2006 | Scottish Premier League 2005/06   | Dundee United | FC Aberdeen   | 1:1 (0:0) |
| 155. | 21. Okt. 2006 | Scottish Premier League 2006/07   | FC Aberdeen   | Dundee United | 3:1 (1:0) |
| 156. | 30. Dez. 2006 | Scottish Premier League 2006/07   | Dundee United | FC Aberdeen   | 3:1 (0:0) |
| 157. | 7. Apr. 2007  | Scottish Premier League 2006/07   | FC Aberdeen   | Dundee United | 2:4 (2:3) |
| 158. | 4. Aug. 2007  | Scottish Premier League 2007/08   | Dundee United | FC Aberdeen   | 1:0 (0:0) |
| 159. | 3. Nov. 2007  | Scottish Premier League 2007/08   | FC Aberdeen   | Dundee United | 2:0 (1:0) |
| 160. | 19. Jan. 2008 | Scottish Premier League 2007/08   | Dundee United | FC Aberdeen   | 3:0 (0:0) |
| 161. | 3. Mai 2008   | Scottish Premier League 2007/08   | FC Aberdeen   | Dundee United | 2:1 (1:0) |
| 162. | 20. Sep. 2008 | Scottish Premier League 2008/09   | FC Aberdeen   | Dundee United | 0:1 (0:0) |
| 163. | 8. Nov. 2008  | Scottish Premier League 2008/09   | Dundee United | FC Aberdeen   | 2:1 (2:0) |
| 164. | 21. Feb. 2009 | Scottish Premier League 2008/09   | FC Aberdeen   | Dundee United | 2:2 (0:1) |
| 165. | 7. Mai 2009   | Scottish Premier League 2008/09   | Dundee United | FC Aberdeen   | 1:1 (1:1) |
| 166. | 24. Okt. 2009 | Scottish Premier League 2009/10   | FC Aberdeen   | Dundee United | 0:2 (0:2) |
| 167. | 2. Jan. 2010  | Scottish Premier League 2009/10   | Dundee United | FC Aberdeen   | 0:1 (0:1) |
| 168. | 20. März 2010 | Scottish Premier League 2009/10   | FC Aberdeen   | Dundee United | 2:2 (2:2) |
| 169. | 11. Sep. 2010 | Scottish Premier League 2010/11   | Dundee United | FC Aberdeen   | 3:1 (3:1) |
| 170. | 1. Jan. 2011  | Scottish Premier League 2010/11   | FC Aberdeen   | Dundee United | 1:1 (1:0) |
| 171. | 7. März 2011  | Scottish Premier League 2010/11   | Dundee United | FC Aberdeen   | 3:1 (2:0) |
| 172. | 15. Okt. 2011 | Scottish Premier League 2011/12   | FC Aberdeen   | Dundee United | 3:1 (1:0) |
| 173. | 2. Jan. 2012  | Scottish Premier League 2011/12   | Dundee United | FC Aberdeen   | 1:2 (1:0) |
| 174. | 7. Apr. 2012  | Scottish Premier League 2011/12   | FC Aberdeen   | Dundee United | 3:1 (1:1) |
| 175. | 20. Okt. 2012 | Scottish Premier League 2012/13   | Dundee United | FC Aberdeen   | 1:1 (1:0) |
| 176. | 2. Jan. 2013  | Scottish Premier League 2012/13   | FC Aberdeen   | Dundee United | 2:2 (1:2) |
| 177. | 6. Apr. 2013  | Scottish Premier League 2012/13   | Dundee United | FC Aberdeen   | 1:0 (0:0) |
| 178. | 19. Okt. 2013 | Scottish Premiership 2013/14      | FC Aberdeen   | Dundee United | 1:0 (0:0) |
| 179. | 1. Jan. 2014  | Scottish Premiership 2013/14      | Dundee United | FC Aberdeen   | 1:2 (0:0) |
| 180. | 29. März 2014 | Scottish Premiership 2013/14      | FC Aberdeen   | Dundee United | 1:1 (0:1) |
| 181. | 6. Mai 2014   | Scottish Premiership 2013/14      | Dundee United | FC Aberdeen   | 1:3 (1:1) |
| 182. | 10. Aug. 2014 | Scottish Premiership 2014/15      | FC Aberdeen   | Dundee United | 0:3 (0:2) |
| 183. | 13. Dez. 2014 | Scottish Premiership 2014/15      | Dundee United | FC Aberdeen   | 0:2 (0:2) |
| 184. | 18. Apr. 2015 | Scottish Premiership 2014/15      | FC Aberdeen   | Dundee United | 1:0 (1:0) |
| 185. | 2. Mai 2015   | Scottish Premiership 2014/15      | Dundee United | FC Aberdeen   | 1:0 (1:0) |
| 186. | 2. Aug. 2015  | Scottish Premiership 2015/16      | Dundee United | FC Aberdeen   | 0:1 (0:0) |
| 187. | 7. Nov. 2015  | Scottish Premiership 2015/16      | FC Aberdeen   | Dundee United | 2:0 (0:0) |
| 188. | 2. März 2016  | Scottish Premiership 2015/16      | Dundee United | FC Aberdeen   | 0:1 (0:0) |
| 189. | 17. Okt. 2020 | Scottish Premiership 2020/21      | FC Aberdeen   | Dundee United | 0:0       |
| 190. | 2. Jan. 2021  | Scottish Premiership 2020/21      | FC Aberdeen   | Dundee United | 0:0       |
| 191. | 20. März 2021 | Scottish Premiership 2020/21      | Dundee United | FC Aberdeen   | 1:0 (1:0) |
| 192. | 1. Aug. 2021  | Scottish Premiership 2021/22      | FC Aberdeen   | Dundee United | 2:0 (1:0) |
| 193. | 20. Nov. 2021 | Scottish Premiership 2021/22      | Dundee United | FC Aberdeen   | 1:0 (0:0) |
| 194. | 26. Feb. 2022 | Scottish Premiership 2021/22      | FC Aberdeen   | Dundee United | 1:1 (1:1) |
| 195. | 8. Okt. 2022  | Scottish Premiership 2022/23      | Dundee United | FC Aberdeen   | 4:0 (2:0) |
| 196. | 12. Nov. 2022 | Scottish Premiership 2022/23      | FC Aberdeen   | Dundee United | 1:0 (1:0) |
| 197. | 4. März 2023  | Scottish Premiership 2022/23      | Dundee United | FC Aberdeen   | 1:3 (0:0) |
| 198. | 26. Okt. 2024 | Scottish Premiership 2024/25      | FC Aberdeen   | Dundee United | 1:0 (0:0) |
| 199. | 29. Dez. 2024 | Scottish Premiership 2024/25      | Dundee United | FC Aberdeen   | 1:0 (0:0) |
| 200. | 2. März 2025  | Scottish Premiership 2024/25      | FC Aberdeen   | Dundee United | 2:2 (0:2) |
| 201. | 17. Mai 2025  | Scottish Premiership 2024/25      | Dundee United | FC Aberdeen   | 2:1 (0:1) |

### Scottish FA Cup
| Nr.  | Datum         | Saison                                                   | Team 1        | Team 2        | Ergebnis  |
| ---- | ------------- | -------------------------------------------------------- | ------------- | ------------- | --------- |
| 01.  | 23. Feb. 1952 | Scottish FA Cup 1951/52–Viertelfinale                    | Dundee United | FC Aberdeen   | 2:2 (1:0) |
| 02.  | 27. Feb. 1952 | Scottish FA Cup 1951/52–Viertelfinale–Wiederholungsspiel | FC Aberdeen   | Dundee United | 3:2 (2:0) |
| 03.  | 23. Feb. 1966 | Scottish FA Cup 1965/66–2. Runde                         | FC Aberdeen   | Dundee United | 5:0 (4:0) |
| 04.  | 1. Apr. 1967  | Scottish FA Cup 1966/67–Halbfinale                       | FC Aberdeen   | Dundee United | 1:0 (1:0) |
| 05.  | 13. Feb. 1971 | Scottish FA Cup 1970/71–4. Runde                         | Dundee United | FC Aberdeen   | 1:1 (1:0) |
| 06.  | 17. Feb. 1971 | Scottish FA Cup 1970/71–4 Runde–Wiederholungsspiel       | FC Aberdeen   | Dundee United | 2:0 (0:0) |
| 07.  | 5. Feb. 1972  | Scottish FA Cup 1971/72–3. Runde                         | Dundee United | FC Aberdeen   | 0:4 (0:1) |
| 08.  | 19. Feb. 1975 | Scottish FA Cup 1974/75–4. Runde                         | Dundee United | FC Aberdeen   | 0:1 (0:1) |
| 09.  | 17. März 1984 | Scottish FA Cup 1983/84–Viertelfinale                    | FC Aberdeen   | Dundee United | 0:0       |
| 010. | 28. März 1984 | Scottish FA Cup 1983/84–Viertelfinale–Wiederholungsspiel | Dundee United | FC Aberdeen   | 0:1 (0:1) |
| 011. | 13. Apr. 1985 | Scottish FA Cup 1984/85–Halbfinale                       | FC Aberdeen   | Dundee United | 0:0       |
| 012. | 17. Apr. 1985 | Scottish FA Cup 1984/85–Halbfinale–Wiederholungsspiel    | FC Aberdeen   | Dundee United | 1:2 (0:1) |
| 013. | 9. Apr. 1988  | Scottish FA Cup 1987/88–Halbfinale                       | FC Aberdeen   | Dundee United | 0:0       |
| 014. | 13. Apr. 1988 | Scottish FA Cup 1987/88–Halbfinale–Wiederholungsspiel    | FC Aberdeen   | Dundee United | 1:1 (0:0) |
| 015. | 20. Apr. 1988 | Scottish FA Cup 1987/88–Halbfinale–Wiederholungsspiel    | FC Aberdeen   | Dundee United | 0:1 (0:0) |
| 016. | 18. Feb. 1989 | Scottish FA Cup 1988/89–4. Runde                         | FC Aberdeen   | Dundee United | 1:1 (1:0) |
| 017. | 22. Feb. 1989 | Scottish FA Cup 1988/89–4. Runde–Wiederholungsspiel      | Dundee United | FC Aberdeen   | 1:1 (0:0) |
| 018. | 27. Feb. 1989 | Scottish FA Cup 1988/89–4. Runde–Wiederholungsspiel      | Dundee United | FC Aberdeen   | 1:0 (0:0) |
| 019. | 14. Apr. 1990 | Scottish FA Cup 1989/90–Halbfinale                       | FC Aberdeen   | Dundee United | 4:0 (2:0) |
| 020. | 7. Feb. 1993  | Scottish FA Cup 1992/93–4. Runde                         | FC Aberdeen   | Dundee United | 2:0 (0:0) |
| 021. | 9. Apr. 1994  | Scottish FA Cup 1993/94–Halbfinale                       | FC Aberdeen   | Dundee United | 1:1 (0:1) |
| 022. | 12. Apr. 1994 | Scottish FA Cup 1993/94–Halbfinale–Wiederholungsspiel    | Dundee United | FC Aberdeen   | 1:0 (0:0) |
| 023. | 24. Jan. 1998 | Scottish FA Cup 1997/98–3. Runde                         | Dundee United | FC Aberdeen   | 1:0 (1:0) |
| 024. | 12. März 2000 | Scottish FA Cup 1999/2000–Viertelfinale                  | Dundee United | FC Aberdeen   | 0:1 (0:0) |
| 025. | 27. Feb. 2005 | Scottish FA Cup 2004/05–Viertelfinale                    | Dundee United | FC Aberdeen   | 4:1 (3:1) |
| 026. | 7. Jan. 2006  | Scottish FA Cup 2005/06–3. Runde                         | Dundee United | FC Aberdeen   | 2:3 (2:0) |
| 027. | 11. Feb. 2018 | Scottish FA Cup 2017/18–5. Runde                         | FC Aberdeen   | Dundee United | 4:2 (3:1) |
| 028. | 25. Apr. 2021 | Scottish FA Cup 2020/21–Viertelfinale                    | FC Aberdeen   | Dundee United | 0:3 (0:2) |

### Scottish League Cup
| Nr.  | Datum         | Saison                                                | Team 1        | Team 2        | Ergebnis  |
| ---- | ------------- | ----------------------------------------------------- | ------------- | ------------- | --------- |
| 01.  | 19. Aug. 1961 | Scottish League Cup 1961/62–Gruppenspiel              | Dundee United | FC Aberdeen   | 5:3       |
| 02.  | 2. Sep. 1961  | Scottish League Cup 1961/62–Gruppenspiel              | FC Aberdeen   | Dundee United | 2:2       |
| 03.  | 10. Aug. 1963 | Scottish League Cup 1963/64–Gruppenspiel              | Dundee United | FC Aberdeen   | 1:1       |
| 04.  | 24. Aug. 1963 | Scottish League Cup 1963/64–Gruppenspiel              | FC Aberdeen   | Dundee United | 2:0       |
| 05.  | 20. Aug. 1966 | Scottish League Cup 1966/67–Gruppenspiel              | FC Aberdeen   | Dundee United | 4:1       |
| 06.  | 3. Sep. 1966  | Scottish League Cup 1966/67–Gruppenspiel              | Dundee United | FC Aberdeen   | 3:4       |
| 07.  | 16. Aug. 1967 | Scottish League Cup 1967/68–Gruppenspiel              | Dundee United | FC Aberdeen   | 5:0       |
| 08.  | 30. Aug. 1967 | Scottish League Cup 1967/68–Gruppenspiel              | FC Aberdeen   | Dundee United | 2:2       |
| 09.  | 17. Aug. 1968 | Scottish League Cup 1968/69–Gruppenspiel              | FC Aberdeen   | Dundee United | 4:1       |
| 010. | 31. Aug. 1968 | Scottish League Cup 1968/69–Gruppenspiel              | Dundee United | FC Aberdeen   | 1:0       |
| 011. | 15. Aug. 1973 | Scottish League Cup 1973/74–Gruppenspiel              | Dundee United | FC Aberdeen   | 0:0       |
| 012. | 22. Aug. 1973 | Scottish League Cup 1973/74–Gruppenspiel              | FC Aberdeen   | Dundee United | 0:2       |
| 013. | 8. Dez. 1979  | Scottish League Cup 1979/80–Finale                    | Dundee United | FC Aberdeen   | 0:0       |
| 014. | 12. Dez. 1979 | Scottish League Cup 1979/80–Finale–Wiederholungsspiel | Dundee United | FC Aberdeen   | 3:0 (1:0) |
| 015. | 7. Okt. 1981  | Scottish League Cup 1981/82–Halbfinale–Hinspiel       | Dundee United | FC Aberdeen   | 0:1 (0:1) |
| 016. | 28. Okt. 1981 | Scottish League Cup 1981/82–Halbfinale–Rückspiel      | FC Aberdeen   | Dundee United | 0:3 (0:2) |
| 017. | 22. Sep. 1982 | Scottish League Cup 1982/83–Viertelfinale–Hinspiel    | FC Aberdeen   | Dundee United | 1:3 (1:2) |
| 018. | 6. Okt. 1982  | Scottish League Cup 1982/83–Viertelfinale–Rückspiel   | Dundee United | FC Aberdeen   | 1:0 (0:0) |
| 019. | 25. Sep. 1985 | Scottish League Cup 1985/86–Halbfinale–Hinspiel       | Dundee United | FC Aberdeen   | 0:1 (0:0) |
| 020. | 9. Okt. 1985  | Scottish League Cup 1985/86–Halbfinale–Rückspiel      | FC Aberdeen   | Dundee United | 1:0 (0:0) |
| 021. | 20. Sep. 1988 | Scottish League Cup 1988/89–Halbfinale                | FC Aberdeen   | Dundee United | 2:0 (1:0) |
| 022. | 15. Okt. 1997 | Scottish League Cup 1997/98–Halbfinale                | FC Aberdeen   | Dundee United | 1:3 (0:1) |
| 023. | 13. Feb. 2000 | Scottish League Cup 1999/2000–Halbfinale              | FC Aberdeen   | Dundee United | 1:0 (0:0) |
| 024. | 5. Feb. 2008  | Scottish League Cup 2007/08–Halbfinale                | FC Aberdeen   | Dundee United | 1:4 (1:1) |
| 025. | 31. Jan. 2015 | Scottish League Cup 2014/15–Halbfinale                | Dundee United | FC Aberdeen   | 2:1 (0:0) |

## Titelvergleich
| FC Aberdeen                                |                                                       | Dundee United |
| ------------------------------------------ | ----------------------------------------------------- | ------------- |
| 4 1955, 1980, 1984, 1985                   | Meisterschaft                                         | 1 1983        |
| 7 1947, 1970, 1982, 1983, 1984, 1986, 1990 | Pokalsieg                                             | 2 1994, 2010  |
| 6 1956, 1977, 1986, 1990, 1996, 2014       | Ligapokal                                             | 2 1980, 1981  |
| 0                                          | Europapokal der Landesmeister / UEFA Champions League | 0             |
| 1 1983                                     | Europapokal der Pokalsieger                           | 0             |
| 0                                          | UEFA-Pokal / UEFA Europa League                       | 0             |
| 1 1983                                     | UEFA Super Cup                                        | 0             |
| 0                                          | Weltpokal / FIFA-Klub-Weltmeisterschaft               | 0             |